# هورست برترام
هورست برترام (انگلیسی: Horst Bertram؛ زادهٔ ۸ نوامبر ۱۹۴۸) بازیکن فوتبال اهل آلمان است.
از باشگاه‌هایی که در آن بازی کرده‌است می‌توان به باشگاه فوتبال کیکرز اوفنباخ و باشگاه فوتبال بروسیا دورتموند اشاره کرد.